# 말 콜룸 2세 막 키나다
말 콜룸 막 키나다(중세 아일랜드어: Máel Coluim mac Cináeda, 스코틀랜드 게일어: Maol Chaluim mac Choinnich, 954년경 - 1034년 11월 25일)는 11세기 초 알바 왕국의 왕이다. 1005년부터 죽을 때까지 재위했다. 키나드 2세의 아들이다. 베르한의 예언시에 따르면 말 콜룸 2세의 어머니는 라긴 출신이며 말 콜룸 2세의 별명은 파괴왕(중세 아일랜드어: Forranach, 영어: the Destroyer)이라고 한다.
아일랜드어 문헌들에서는 말 콜룸을 비롯한 알바 왕국의 왕들을 "알바의 지고왕(ard rí Alban 아르드리 알반)"이라고 기록하지만 알바 왕은 오늘날의 스코틀랜드 지역에 존재했던 여러 왕들 중 하나였을 뿐이다. 스트래스클라이드 왕국이 스코틀랜드 남서부의 상당 지역을 다스렸고, 헤브리데스 제도를 비롯한 서부 해안은 노르드게일인 소왕국들이 난립했다. 북쪽으로는 모레이 백국(또는 소왕국)이 가장 위험한 경쟁자였다. 남쪽으로는 잉글랜드 왕국의 신하인 베르니시아 백작과 노섬브리아 백작이 스코틀랜드 남부 대부분을 다스렸다.
말 콜룸 2세의 치세 때는 1006년에 베르니시아가, 1027년에 크누트 대왕이 쳐들어오는 등 외침과 전투가 잦았다. 1020년에는 말 콜룸 막 말 브리그티가 맥베스의 아버지 핀들라크 막 루어드리를 죽이고 모레이 백작위를 찬탈하여 1029년 죽을 때까지 작위를 유지했다. 전통적으로 말 콜룸 2세 때 스트래스클라이드가 알바에 합병된 것으로 여겨졌지만 적어도 1054년까지는 스트래스클라이드에 독립적인 왕이 존재했다는 증거가 있다.
말 콜룸 2세는 1034년에 죽었다. 마리아투스 스코투스는 사망일자를 1034년 11월 25일이라고 기록했다. 말 콜룸 2세의 치세는 전쟁과 살인의 기록 외에는 알려진 것이 그다지 많지 않다. 말 콜룸 2세에게는 아들이 없고 딸만 있었기 때문에 외손자들에게 왕위가 넘어가면서 알핀 왕조의 본가는 그의 대에서 단절된다.